# Борисоглібський (Печензький район)
Борисоглібський (рос. Борисоглебский; фін. Kolttaköngäs; норв. Skoltfossen) — селище  у Печензькому районі Мурманської області Російської Федерації.
Населення становить 21 особу. Належить до муніципального утворення Нікельське міське поселення .

## Населення
| 2002 | 2010 |
| ---- | ---- |
| 58   | ↘21  |